# Lars Theodor Jonsson
Lars Theodor Jonsson (* 10. November 1903 in Frostviken; † 11. Oktober 1998 in Strömsund) war ein schwedischer Skilangläufer.

## Werdegang
Jonsson trat international erstmals bei den Olympischen Winterspielen 1928 in St. Moritz. Dort errang er den siebten Platz über 18 km. Bei den nordischen Skiweltmeisterschaften 1930 in Oslo kam er auf den 19. Platz über 50 km. Vier Jahre später holte er bei den nordischen Skiweltmeisterschaften in Sollefteå die Bronzemedaille mit der Staffel. Bei schwedischen Meisterschaften siegte er im Jahr 1933 über 15 km und im  Jahr 1935 über 30 km.